# Mandywel
Mandywel (Mannteufel, Mantejfelt) – odmiana herbu szlacheckiego Rogala.

## Opis herbu
Na tarczy dwudzielnej w polu prawem srebrnem - róg jeleni czerwony, w lewem czerwonem róg bawoli srebrny. Nad hełmem w koronie pół gryga lub dwa skrzydła.

## Herbowni
- Popielewscy, Popielawscy, Marchlik-Popielewscy[1].